# L'Auberge de l'alpiniste mort (film)
Pour plus de détails, voir Fiche technique et Distribution.
L'Auberge de l'alpiniste mort, (en estonien : 'Hukkunud Alpinisti' hotell ; en russe : Отель "У погибшего альпиниста") est un thriller estonien de l'ère soviétique réalisé par Grigori Kromanov et sorti en 1979. Le film est adapté du roman éponyme d'Arcadi et Boris Strougatski. Il est produit par les studios Tallinnfilm et doublé ensuite à Lenfilm pour la version russe.

## Fiche technique
- Titre français : L'Auberge de l'alpiniste mort
- Titre original estonien : 'Hukkunud Alpinisti' hotell
- Titre original russe : Отель "У погибшего альпиниста"
- Réalisation : Grigori Kromanov
- Scénario : Arcadi et Boris Strougatski
- Directeur de la photographie : Yüri Sillart
- Directeur artistique : Tõnu Virve
- Musique : Sven Grünberg
- Assistant réalisateur : Mery Kress, Margit Ojasoon, Irena Veisaite
- Éclairage : Ado Täker
- Cadreurs : Rein Kalmus, Erik Kuznetsov, Viktor Mendunen, Ago Ruus, Jaan Saar
- Producteur : Veronika Bobossova, Raimund Felt
- Son : Roman Sabsay
- Montage : Sirje Haagel
- Chef décorateur : Priit Vaher
- Maquillage : Ellen Kallik
- Costumier : Ell-Maaja Randküla, Viatcheslav Zaïtsev
- Société de production : Tallinnfilm
- Pays d'origine : Estonie
- Société de doublage : Lenfilm
- Réalisation de doublage : Oleg Dachkevitch
- Son pour la version russe : Anna Volokhova
- Dates de sortie : 1979
- Genre : thriller, science-fiction
- Langue :estonien, russe
- Durée : 80 minutes

## Distribution
- Uldis Pūcītis : Insp. Peter Glebsky
- Jüri Järvet : Alex Snewahr
- Lembit Peterson : Simon Simonet
- Mikk Mikiver : Hinckus
- Kārlis Sebris : Mr. Moses
- Irena Kriauzaite : Mrs. Moses (as I. Kriauzaite)
- Sulev Luik : Luarvik
- Tiit Härm : Olaf Andvarafors
- Nijole Ozelyte : Brun
- Kaarin Raid : Kaisa